# دييغو ليوناردو مارتينيز
دييغو ليوناردو مارتينيز (بالإسبانية: Diego Leonardo Martínez)‏ (9 أغسطس 1984 في الأرجنتين - ) هو لاعب كرة قدم أرجنتيني في مركز الهجوم.

## وصلات خارجية
- دييغو ليوناردو مارتينيز على موقع قاعدة بيانات كرة القدم.إي يو (الإنجليزية)
- دييغو ليوناردو مارتينيز على موقع قاعدة بيانات كرة القدم.إي يو (الإنجليزية)
- دييغو ليوناردو مارتينيز على موقع Soccerway.com (الإنجليزية)